# ウィルヘルミーナ・モデルズ
ウィルヘルミーナ・モデルズ (Wilhelmina Models, OTCQB: WHLM) は、1967年にドイツ人スーパーモデルであるウィルヘルミーナ・クーパーと夫ブルース・クーパーによって設立された世界的モデル事務所。提供するモデルは多岐に渡り、女性モデル、男性モデル、グラマーモデル、フィットネスモデル、チャイルドモデルからアスリート、芸能人や歌手までを揃えている。日本法人ウィルヘルミーナ・ジャパンが存在する。

## 概要
ウィルヘルミーナ・モデルズはニューヨークに本社を持つ世界最大級のモデル事務所である。ニューヨーク以外にもロサンゼルス、マイアミにオフィスがある。ウィルヘルミーナ・モデルズのタレント事業はアーティスト経営にも及んでおり、様々なスターや歌手などのマネージメントも行っている。
2009年2月、ウィルヘルミーナ・モデルズはNew Century Equity Holdings Corpに買収された。後に社名を『ウィルヘルミーナ・インターナショナル』に変更し、現在はティッカーシンボルを『WHLM』としている。ウィルヘルミーナ・インターナショナルの本拠地はテキサス州ダラス。
タイラ・バンクスがホストを務めるリアリティ番組America's Next Top Modelの優勝者の契約事務所の一つでもある。
2014年11月、ウィルヘルミーナ・モデルズは東京にオフィスを開設し日本進出を行い、12月にロンドンのユニオン・モデルズを買収ウィルヘルミーナ・ロンドンと改称、ヨーロッパに進出した。

## 歴史
- ドイツ人スーパーモデルのウィルヘルミーナ・クーパーは、夫ブルース・クーパーと、２人の仲間ビル・ウェインバーグそしてフラン・ロスチャイルドと共に、1967年に事務所を設立。イマンやビバリーピールを含めた沢山のモデルを育て上げる。クーパーは肺癌により1980年に40歳で亡くなった。彼女の死後、事務所は彼女の事業仲間へと譲度されるとともに、事務所のトップモデル達は他事務所へと移って行った。
- 1989年、ディーター・エッシュが事務所を買収し、その額は4~7百万ドルとされている。
- 1993年、ディーター・エッシュは娘ナターシャ (当時21歳)を事務所の社長に任命し、彼女の大学卒業祝いに株式を贈った。しかし、彼女の社長としての地位は、その若さや未熟さの為に批判を受ける。
- 1997年、ナターシャは他の事に専念するため社長を降り、父のディーター・エッシュがその地位を受け継いだ。
- 2009年2月、New Century Equity Holdings Corp.はウィルヘルミーナ・モデルズを2200万ドルで買収した。New Century Equity Holdings Corp.は後に社名を『ウィルヘルミーナ・インターナショナル』に変更し、現在はティッカーシンボルを『WHLM』としている。

## 日本での活動
2014年、ウィルヘルミーナは東京に日本法人ウィルヘルミーナ・ジャパンを設立した。ウィルヘルミーナ・ジャパンは招聘外国人モデルを中心としたモデルエージェンシー業務と、フォトグラファー、スタイリスト、ヘアメイクアップアーティストなどのアーティストマネージメント業務、イギー・アゼリアなど海外セレブリティの日本でのエージェント業務を中心として活動している。本社は東京都港区白金台。

## 所属モデル
- ココ・ロシャ

## 主な所属アーティスト
- DJ Kiss
- イギー・アゼリア
- ケリー・ヒルソン
- キロ・キッシュ
- ナーヴォ
- ルビー・ローズ